# Olympische Sommerspiele 2016/Rudern – Zweier ohne Steuermann
Der Ruderwettbewerb im Zweier ohne Steuermann im Rahmen der Ruderregatta der Olympischen Sommerspiele 2016 in Rio de Janeiro wurde vom 6. bis 11. August 2016 in der Lagune Rodrigo de Freitas ausgetragen. 26 Athleten in 13 Mannschaften traten an.
Der Wettbewerb, der über die olympische Ruderdistanz von 2000 Metern ausgetragen wurde, begann mit drei Vorläufen mit jeweils vier oder fünf Mannschaften. Die jeweils erst-, zweit- und drittplatzierten Mannschaften der Vorläufe qualifizierten sich direkt für das Halbfinale, während die verbleibenden vier Mannschaften in den Hoffnungslauf mussten. Hier qualifizierten sich noch einmal die ersten drei Teams für das Halbfinale. In den beiden Läufen des Halbfinals qualifizierten sich jeweils die drei erstplatzierten Mannschaften für das Finale, während die viert- bis sechstplatzierten im B-Finale um Platz 7 bis 12 ruderten. Im Finale am 11. August kämpften sechs Mannschaften um olympische Medaillen.
Die jeweils für die nächste Runde qualifizierten Mannschaften sind hellgrün unterlegt.
Das neuseeländische Duo aus Hamish Bond und Eric Murray dominierte erwartungsgemäß den Wettbewerb. Die als „Kiwipair“ bezeichnete Mannschaft hatte seit 2009 alle Rennen auch auf internationalem Niveau gewonnen, dabei sieben Weltmeistertitel und den Olympiasieg in London gewonnen sowie die Weltbestzeit im Zweier-ohne aufgestellt. Aus Südafrika kamen die Silbermedaillengewinner Lawrence Brittain und Shaun Keeling mit ca. drei Sekunden Rückstand ins Ziel, Bronze gewannen Giovanni Abagnale und Marco Di Costanzo aus Italien.

## Titelträger und Ausgangslage
| Olympiasieger (London 2012)             | Neuseeland Eric Murray, Hamish Bond |
| Weltmeister (Aiguebelette 2015)         | Neuseeland Eric Murray, Hamish Bond |
| Europameister (Brandenburg 2016)        | Ungarn Adrián Juhász, Béla Simon    |
| Weltbestzeit (6:08,50 min, London 2012) | Neuseeland Eric Murray, Hamish Bond |

## Teilnehmer
| Qualifikation                | Nation                 | Mannschaft                              |
| ---------------------------- | ---------------------- | --------------------------------------- |
| Weltmeisterschaften 2015     | Neuseeland             | Hamish Bond Eric Murray                 |
| Weltmeisterschaften 2015     | Vereinigtes Königreich | Stewart Innes Alan Sinclair             |
| Weltmeisterschaften 2015     | Serbien                | Nenad Beđik Miloš Vasić                 |
| Weltmeisterschaften 2015     | Niederlande            | Roel Braas Mitchel Steenman             |
| Weltmeisterschaften 2015     | Italien                | Giovanni Abagnale Marco Di Costanzo     |
| Weltmeisterschaften 2015     | Australien             | Alexander Lloyd Spencer Turrin          |
| Weltmeisterschaften 2015     | Südafrika              | Lawrence Brittain Shaun Keeling         |
| Weltmeisterschaften 2015     | Frankreich             | Germain Chardin Dorian Mortelette       |
| Weltmeisterschaften 2015     | Vereinigte Staaten     | Nareg Guregian Anders Weiss             |
| Weltmeisterschaften 2015     | Spanien                | Àlex Sigurbjörnsson Pau Vela            |
| Weltmeisterschaften 2015     | Rumänien               | Alexandru Palamariu Cristi Ilie Pîrghie |
| Internationale Qualifikation | Tschechien             | Jakub Podrazil Lukaš Helešic            |
| Internationale Qualifikation | Ungarn                 | Béla Simon Adrián Juhász                |

## Vorläufe
Samstag, 6. August 2016

### Vorlauf 1
| Platz | Boot               | Besatzung                        | Zeit (min) | Qualifikation |
| ----- | ------------------ | -------------------------------- | ---------- | ------------- |
| 1     | Australien         | Alexander Lloyd, Spencer Turrin  | 6:40,79    | Halbfinale    |
| 2     | Südafrika          | Lawrence Brittain, Shaun Keeling | 6:41,42    | Halbfinale    |
| 3     | Tschechien         | Jakub Podrazil, Lukaš Helešic    | 6:42,71    | Halbfinale    |
| 4     | Vereinigte Staaten | Nareg Guregian, Anders Weiss     | 6:49,97    | Hoffnungslauf |
| 5     | Spanien            | Àlex Sigurbjörnsson, Pau Vela    | 6:54,26    | Hoffnungslauf |

### Vorlauf 2
| Platz | Boot           | Besatzung                                | Zeit (min) | Qualifikation |
| ----- | -------------- | ---------------------------------------- | ---------- | ------------- |
| 1     | Frankreich     | Germain Chardin, Dorian Mortelette       | 6:42,00    | Halbfinale    |
| 2     | Großbritannien | Stewart Innes, Alan Sinclair             | 6:50,77    | Halbfinale    |
| 3     | Rumänien       | Alexandru Palamariu, Cristi Ilie Pîrghie | 6:51,71    | Halbfinale    |
| 4     | Niederlande    | Roel Braas, Mitchel Steenman             | 7:22,93    | Hoffnungslauf |

### Vorlauf 3
| Platz | Boot       | Besatzung                            | Zeit (min) | Qualifikation |
| ----- | ---------- | ------------------------------------ | ---------- | ------------- |
| 1     | Neuseeland | Hamish Bond, Eric Murray             | 6:41,75    | Halbfinale    |
| 2     | Italien    | Giovanni Abagnale, Marco Di Costanzo | 6:46,04    | Halbfinale    |
| 3     | Ungarn     | Béla Simon, Adrián Juhász            | 6:59,28    | Halbfinale    |
| 4     | Serbien    | Nenad Beđik, Miloš Vasić             | gekentert  | Hoffnungslauf |

Das serbische Duo kenterte an dritter Position liegend im letzten Viertel seines Vorlaufes bei starkem Wellengang auf der Regattastrecke. Sie konnten nicht zurück ins Boot steigen, um den Lauf zu beenden, wurden aber dennoch ausnahmsweise vom Exekutivkomitee des Weltruderverbandes für den Hoffnungslauf zugelassen.

## Hoffnungslauf
geplant am Sonntag, 7. August 2016, verschoben auf Montag, 8. August 2016
| Platz | Boot               | Besatzung                     | Zeit (min) | Qualifikation |
| ----- | ------------------ | ----------------------------- | ---------- | ------------- |
| 1     | Niederlande        | Roel Braas, Mitchel Steenman  | 6:34,16    | Halbfinale    |
| 2     | Serbien            | Nenad Beđik, Miloš Vasić      | 6:34,52    | Halbfinale    |
| 3     | Vereinigte Staaten | Nareg Guregian, Anders Weiss  | 6:36,60    | Halbfinale    |
| 4     | Spanien            | Àlex Sigurbjörnsson, Pau Vela | 6:40,47    | –             |

## Halbfinale
Dienstag, 9. August 2016

### Halbfinale 1
| Platz | Boot               | Besatzung                                | Zeit (min) | Qualifikation |
| ----- | ------------------ | ---------------------------------------- | ---------- | ------------- |
| 1     | Italien            | Giovanni Abagnale, Marco Di Costanzo     | 6:24,96    | Finale        |
| 2     | Australien         | Alexander Lloyd, Spencer Turrin          | 6:25,25    | Finale        |
| 3     | Frankreich         | Germain Chardin, Dorian Mortelette       | 6:26,10    | Finale        |
| 4     | Niederlande        | Roel Braas, Mitchel Steenman             | 6:26,94    | B-Finale      |
| 5     | Vereinigte Staaten | Nareg Guregian, Anders Weiss             | 6:33,95    | B-Finale      |
| 6     | Rumänien           | Alexandru Palamariu, Cristi Ilie Pîrghie | 6:48,17    | B-Finale      |

### Halbfinale 2
| Platz | Boot           | Besatzung                        | Zeit (min) | Qualifikation |
| ----- | -------------- | -------------------------------- | ---------- | ------------- |
| 1     | Neuseeland     | Hamish Bond, Eric Murray         | 6:23,36    | Finale        |
| 2     | Großbritannien | Stewart Innes, Alan Sinclair     | 6:26,37    | Finale        |
| 3     | Südafrika      | Lawrence Brittain, Shaun Keeling | 6:27,59    | Finale        |
| 4     | Ungarn         | Béla Simon, Adrián Juhász        | 6:29,12    | B-Finale      |
| 5     | Serbien        | Nenad Beđik, Miloš Vasić         | 6:31,00    | B-Finale      |
| 6     | Tschechien     | Jakub Podrazil, Lukaš Helešic    | 6:32,85    | B-Finale      |

## Finale
Donnerstag, 11. August 2016

Anmerkung: Ermittlung der Plätze 1 bis 6
| Platz | Boot           | Besatzung                            | Zeit (min) |
| ----- | -------------- | ------------------------------------ | ---------- |
| 1     | Neuseeland     | Hamish Bond, Eric Murray             | 6:59,71    |
| 2     | Südafrika      | Lawrence Brittain, Shaun Keeling     | 7:02,51    |
| 3     | Italien        | Giovanni Abagnale, Marco Di Costanzo | 7:04,52    |
| 4     | Großbritannien | Stewart Innes, Alan Sinclair         | 7:07,99    |
| 5     | Frankreich     | Germain Chardin, Dorian Mortelette   | 7:09,91    |
| 6     | Australien     | Alexander Lloyd, Spencer Turrin      | 7:11,60    |

### B-Finale
Anmerkung: Ermittlung der Plätze 7 bis 12
| Platz | Boot               | Besatzung                                | Zeit (min) |
| ----- | ------------------ | ---------------------------------------- | ---------- |
| 7     | Tschechien         | Jakub Podrazil, Lukaš Helešic            | 7:00,04    |
| 8     | Niederlande        | Roel Braas, Mitchel Steenman             | 7:01,88    |
| 9     | Ungarn             | Béla Simon, Adrián Juhász                | 7:03,34    |
| 10    | Serbien            | Nenad Beđik, Miloš Vasić                 | 7:04,71    |
| 11    | Vereinigte Staaten | Nareg Guregian, Anders Weiss             | 7:10,60    |
| 12    | Rumänien           | Alexandru Palamariu, Cristi Ilie Pîrghie | 7:13,68    |

### Weiteres Klassement ohne Finals
| Platz | Boot    | Besatzung                     | Zeit (min) |
| ----- | ------- | ----------------------------- | ---------- |
| 13    | Spanien | Àlex Sigurbjörnsson, Pau Vela | –          |